# Distretto di Muri
Il distretto di Muri è un distretto del Canton Argovia, in Svizzera. Confina con i distretti di Lenzburg a ovest e di Bremgarten a nord, con il Canton Zurigo (distretto di Affoltern) e con il Canton Zugo a est e con il Canton Lucerna (distretti di Lucerna a sud e di Hochdorf a ovest). Il capoluogo è Muri.

## Comuni
Amministrativamente è diviso in 19 comuni:
- Abtwil
- Aristau
- Auw
- Beinwil
- Besenbüren
- Bettwil
- Boswil
- Bünzen
- Buttwil
- Dietwil
- Geltwil
- Kallern
- Merenschwand
- Mühlau
- Muri
- Oberrüti
- Rottenschwil
- Sins
- Waltenschwil

### Divisioni
- 1810: Merenschwand → Merenschwand, Mühlau
- 1813: Merenschwand → Benzenschwil, Merenschwand
- 1816: Muri → Aristau, Muri

### Fusioni
- 1899: Rottenschwil, Werd → Rottenschwil
- 1940: Bünzen, Waldhäusern → Bünzen
- 2012: Benzenschwil, Merenschwand → Merenschwand